# Timo Eder
Timo Eder (Ludwigsburg, 11 de junio de 2005) es un deportista alemán que compite en gimnasia artística. Ganó dos medallas en el Campeonato Europeo de Gimnasia Artística de 2025, oro en la prueba de equipo mixto y bronce en las barras paralelas.

## Palmarés internacional
| Campeonato Europeo | Campeonato Europeo | Campeonato Europeo | Campeonato Europeo |
| Año                | Lugar              | Medalla            | Prueba             |
| ------------------ | ------------------ | ------------------ | ------------------ |
| 2025               | Leipzig (Alemania) | Medalla de oro     | Equipo mixto       |
| 2025               | Leipzig (Alemania) | Medalla de bronce  | Paralelas          |